# Katsuren
Katsuren (勝連町, Katsuren-chō) est un ancien bourg du district de Nakagami, dans la préfecture d'Okinawa, au Japon.

## Géographie

### Démographie
En 2003, la population du bourg est estimée à 13 530 habitants pour une densité de 986,87 hab./km2. Sa superficie totale est de 13,71 km2.

## Histoire
Le bourg de Katsuren est à l'origine fondé autour du château de Katsuren comme magiri Katchin (勝連間切) au XVIIe siècle, puis devient le village de Katsuren en 1908 après que le royaume de Ryūkyū a été annexé par le Japon et le système des magiri aboli.
Le 1er avril 2005, Katsuren, les municipalités de Gushikawa, Ishikawa et la ville de Yonashiro (également du district de Nakagami) fusionnent pour créer la ville d'Uruma.